# Vol au-dessus d'un nid de coucou
Cet article possède des paronymes, voir Vol au-dessus d'un nid de fachos et Vol au-dessus d'un nid de Flagada.
Pour plus de détails, voir Fiche technique et Distribution.
Vol au-dessus d’un nid de coucou (One Flew Over the Cuckoo's Nest) est un film américain réalisé par Miloš Forman, sorti en 1975.
Adaptation du roman homonyme de Ken Kesey paru en 1962 (qui avait déjà fait l’objet d’une adaptation au théâtre à Broadway en 1963), le film est récompensé par les cinq principaux Oscars du cinéma, dont celui du meilleur film ainsi que par six Golden Globes.
L’histoire est centrée sur R. P. McMurphy qui, en simulant, se fait interner dans un hôpital psychiatrique pour échapper à la prison après avoir été accusé de viol sur une mineure. Il va progressivement être touché par la détresse et la solitude des patients. Par sa forte personnalité, il s’oppose rapidement aux méthodes répressives de l’infirmière Ratched.
Dans le titre original en anglais, le terme « cuckoo », qui a comme premier sens l’oiseau coucou, désigne également en argot une personne mentalement dérangée, à l’image des patients de l’hôpital psychiatrique où se situe l’intrigue. La traduction du titre en français aurait donc pu être Quelqu’un survola le nid des dingues. Pour la sortie du film, le distributeur français souhaita une traduction plus proche phonétiquement du titre original que celle de la première traduction du livre chez Stock en 1969, qui était La Machine à brouillard. Le livre fut ensuite réédité avec le même titre que le film lors de la sortie de celui-ci.
Le film est le deuxième à remporter les cinq principaux Oscars (meilleur film, meilleur acteur, meilleure actrice, réalisateur et scénario) après New York-Miami en 1934, une réussite qui n'a été répétée qu'en 1991 avec Le Silence des agneaux. Il a remporté de nombreux Golden Globe et BAFTA Awards. En 1993, le film a été jugé « culturellement, historiquement ou esthétiquement important » par la Bibliothèque du Congrès des États-Unis et a été sélectionné pour être conservé dans le National Film Registry.

## Synopsis
Cette section ne s'appuie pas, ou pas assez, sur des sources secondaires ou tertiaires indépendantes du sujet. Le texte peut contenir des analyses inexactes ou inédites de sources primaires.
Pour l'améliorer, ajoutez-en, ou placez des modèles {{Source secondaire souhaitée}} ou {{Source secondaire nécessaire}} sur les passages mal sourcés. (janvier 2025)
En 1963, Randall P. McMurphy, un sociopathe de 38 ans condamné à une peine de travaux forcés pour diverses agressions et un viol sur mineur, simule l'aliénation pour se faire interner et ainsi sortir de l'établissement pénitentiaire où il était incarcéré. Le directeur de l'asile n'est pas dupe, mais il accepte tout de même qu'on évalue sa santé mentale pour savoir si sa place est à l'asile ou en prison.
Après avoir été admis dans l'établissement, McMurphy assiste aux « thérapies » de l’infirmière en chef Miss Ratched, une femme glaciale et autoritaire qui fait parfois preuve de cruauté sur certains patients et dont McMurphy va rapidement contester les règles.
Le tempérament fantasque, agressif et jovial de McMurphy entraîne bien vite les autres internés à prendre conscience de la liberté qu’on leur refuse et à désobéir et se rebeller avec lui. McMurphy comprend lui-même, après être pourtant entré volontairement dans l'établissement, qu'il est moins libre ici qu'en prison et qu'il a peut-être perdu cette liberté pour toujours. Il semble se lier d’amitié avec certains des internés, notamment avec le « Chef », un colosse autochtone mutique que tout le monde croit sourd et muet et qui apparaît doux comme un agneau en dépit de son apparence physique.
Malgré quelques crises de nerfs de McMurphy face à l’intransigeance de l’infirmière, au début tout se passe à peu près bien avant que les choses dégénèrent rapidement : McMurphy parvient un beau jour à organiser une sortie rocambolesque en bus dans les environs afin d’aller pêcher à bord d’un bateau. De retour dans l'établissement, il soudoie le gardien et réussit ainsi à faire entrer deux de ses amies. Une fête s’ensuit au cours de laquelle l’alcool coule à flots. Au matin, Miss Ratched retrouve l’un des internés, le jeune Billy, dans un lit avec l’une des deux jeunes femmes. Miss Ratched culpabilise et humilie Billy au point qu'il finit par se suicider en se tranchant la carotide, alors que McMurphy est au même moment sur le point de s’enfuir. Face à ce drame, ce dernier se ravise pour venger Billy et tente d'étrangler Ratched, qu’il tient pour responsable de la mort du jeune homme.
La direction durcit finalement sa réaction face aux perturbations et décide de lobotomiser McMurphy. Après l'opération, le « Chef » le retrouve dans un état végétatif ; ne voyant plus de solution, il le serre dans ses bras en lui disant « tu viens avec moi » et l’étouffe avec un oreiller afin de lui éviter de vivre dans cet état pour le reste de sa vie. Dans la scène finale, le « Chef » arrache du sol un distributeur d'eau et le lance sur une baie vitrée grillagée, exécutant un plan que McMurphy avait lui-même proposé au début du film pour sortir de l'établissement, sans avoir eu assez de force pour le mettre en œuvre. Le « Chef » s'enfuit ainsi dans les montagnes de Salem et parvient à redevenir un homme libre.

## Fiche technique
- Titre original : One Flew Over the Cuckoo's Nest
- Titre français : Vol au-dessus d’un nid de coucou
- Réalisation : Miloš Forman
- Scénario : Bo Goldman, Lawrence Hauben d’après le roman éponyme de Ken Kesey (1962)
- Décors : Paul Sylbert
- Costumes : Agnes Rodgers
- Photographie : Haskell Wexler et Bill Butler
- Son : Mark Berger
- Montage : Richard Chew, Sheldon Kahn (en) et Lynza Klingman
- Musique : Jack Nitzsche et Ed Bogas
- Production : Saul Zaentz et Michael Douglas
- Sociétés de production : Fantasy Films, United Artists
- Société de distribution : United Artists
- Budget : 4 400 000 USD (estimation)
- Pays de production :  États-Unis
- Format : couleur (DeLuxe) — 1,85:1
- Genre : comédie dramatique
- Durée : 133 minutes
- Dates de sortie : 
  - États-Unis : 19 novembre 1975 (première à New York) ; 20 novembre 1975 (sortie nationale)
  - France : 1er mars 1976
- Classification :
  - France : tous publics avec avertissement
- Affiche : Jouineau Bourduge (France)

## Distribution
- Jack Nicholson (VF : Jean-Pierre Moulin) : Randall Patrick McMurphy
- Louise Fletcher (VF : Nadine Alari) : l'infirmière en chef Mildred Ratched
- William Redfield (VF : Georges Riquier) : Dale Harding
- Brad Dourif (VF : Dominique Collignon-Maurin) : Billy Bibbit
- Will Sampson (VF : Georges Atlas) : « Chef » Bromden, le géant indien
- Danny DeVito (VF : Roger Lumont) : Martini
- Christopher Lloyd (VF : Jacques Seiler) : Taber
- Sydney Lassick (VF : Philippe Dumat) : Charlie Cheswick
- Scatman Crothers (VF : Robert Liensol) : Orderly Turkle, le veilleur de nuit
- Dean Brooks (en) (VF : Michel Vitold) : le docteur John Spivey
- Nathan George (VF : Tola Koukoui) : le surveillant Washington
- Vincent Schiavelli (VF : Roger Coggio) : Frederickson
- William Duell : Jim Sefelt
- Michael Berryman : Ellis
- Mews Small (VF : Jeanine Forney) : Candy
- Louisa Moritz : Rose
- Peter Brocco : le colonel Matterson
- Ted Markland : Hap Arlich
- Mimi Sarkisian (VF : Sylvie Feit) : l'infirmière Pilbow
- Delos V. Smith Jr. (VF : Michel Barbey) : Scanlon
- Josip Elic (en) : Bancini
- Alonzo Brown : le surveillant Miller
- Mwako Cumbuka : le surveillant Warren
- Lan Fendors : l'infirmière Itsu
- Mel Lambert : Harbormaster
- Kay Lee : l'infirmière de nuit
- Dwight Marfield : Ellsworth
- Phil Roth (en) : Woolsey
- Ken Kenny : Beans Garfield
- Tin Welch : Ruckley
- Saul Zaentz (VF : Claude Joseph) : le capitaine sur le quai (non crédité)
- Tom McCall (en) (VF : Roland Ménard) : le commentateur de la télévision (non crédité)
- Aurore Clément : une dame sur le quai (non créditée)
- Anjelica Huston : une dame sur le quai (non créditée)

## Production

### Genèse
L’acteur Kirk Douglas achète les droits du livre de Ken Kesey, auteur alors inconnu, et songe à l’adapter au cinéma, mais le caractère jugé trop subversif du roman l’empêche de trouver un financement. Kirk Douglas adapte alors le roman au théâtre, en changeant le point de vue narratif, celui d’un délinquant qui choisit d’être interné pour échapper à la prison (dans le roman, l’histoire est racontée par un chef indien schizophrène). Kirk Douglas joue six mois le rôle de McMurphy dans son adaptation théâtrale mis en scène par Dale Wasserman (en) à Broadway en 1963, mais la pièce est un échec. En 1966, à l’occasion d’une tournée de bienfaisance, Kirk Douglas rencontre Miloš Forman à Prague où il découvre les films du jeune réalisateur tchèque. Il pense alors lui confier l’adaptation cinématographique et lui promet de lui envoyer le roman. Mais Miloš Forman ne reçoit jamais le livre qui est intercepté à la frontière, et Kirk Douglas pense finalement que le réalisateur tchèque dédaigne de lui répondre.
À la suite du Printemps de Prague en 1968, Miloš Forman s’exile aux États-Unis et réalise son premier film américain, Taking off. Entre-temps Michael Douglas avait repris le projet d’adaptation cinématographique que son père Kirk avait eu une décennie auparavant : Kirk Douglas pensait là encore jouer le rôle de McMurphy, mais malheureusement la société de production le juge désormais trop âgé pour interpréter de nouveau le rôle de McMurphy. Michael Douglas s’associe pour la production à Saul Zaentz et pour le scénario à Lawrence Hauben qui suggère à Michael Douglas de choisir Miloš Forman comme réalisateur, ce qui avait déjà été le choix de Kirk Douglas des années auparavant. Lorsque Miloš Forman reçoit enfin le roman, il est enthousiaste : « Pour vous, ce livre c’est de la littérature, mais pour moi c’est la vie ! J’ai vécu ce livre. Le parti communiste était mon infirmière Ratched ! »
Après la mort de Miloš Forman, Michael Douglas déclare quand on lui demande ce qu'il pense du réalisateur de ce film : « C'était vraiment une perte terrible... Je me souviens qu'à l'époque, avec mon coproducteur Saul Zaentz, on faisait passer des entretiens pour trouver un réalisateur à Vol au-dessus d'un Nid de coucou. On était un peu déçu parce qu'ils étaient tous très discrets, ils ne disaient rien, ils ne partageaient rien avec nous...  Et puis Milos est arrivé, de New York, dans ma maison de Los Angeles. Il s'est assis. Il a ouvert le script à la première page, et il nous a parlé, page après page, de ce qu'il avait envie de faire de chaque scène. Je me souviens à quel point Saul et moi étions enthousiasmés par cela. On était vraiment heureux que ce réalisateur partage avec nous et comprenne à quel point ce projet était spécial. Milos a décroché le job ainsi, sans discussion. C'était pour lui ! ».
Le titre fait référence à une anecdote contée dans le roman : « Chef » Bromden, quand il était petit, travaillait la prononciation de la langue anglaise avec sa grand-mère à travers une chanson dont les derniers vers étaient Wire, briar, limber-lock / Three geese in a flock / One flew east, one flew west / And one flew over the cuckoo’s nest (« Fil, ronce, serrure souple / trois oies dans un troupeau / l’une s’envola vers l’est, l’une vers l’ouest / et l’une passa au-dessus du nid du coucou ») ; les deux morts et l’évasion finale correspondent finalement à cette description, d’autant plus que cuckoo’s nest peut être compris comme une métaphore de l’asile psychiatrique. En effet le terme « cuckoo » désigne en anglais à la fois un oiseau (le coucou) et une personne mentalement dérangée.
Ken Kesey, l’auteur du roman, a été tellement déçu du scénario du film qu’il ne l’a jamais regardé. Il a accusé le scénariste d’avoir « charcuté » son livre,,.

### Casting

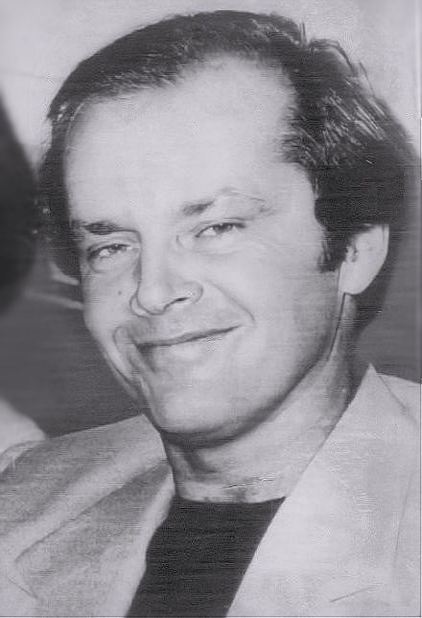
Jack Nicholson en 1976.

Initialement, le rôle de McMurphy devait être joué par Kirk Douglas, rôle qu’il avait déjà joué au théâtre des années auparavant, mais comme il avait désormais presque soixante ans le rôle lui fut retiré. Miloš Forman, le réalisateur, a tout de suite pensé à Jack Nicholson, mais celui-ci était sous contrat de six mois pour un autre film. Il a été proposé tour à tour à James Caan, Marlon Brando et Gene Hackman avant de revenir à Nicholson, Forman ne voyant personne d’autre que lui. Le rôle de l’infirmière Ratched a été offert à Faye Dunaway, Colleen Dewhurst, Geraldine Page, Jeanne Moreau, Anne Bancroft, Ellen Burstyn, Jane Fonda et Angela Lansbury. Louise Fletcher a été choisie une semaine avant le début du tournage. Forman n’était pas sûr qu’elle pourrait le jouer correctement, bien qu’elle ait été auditionnée pendant six mois.
Dans le documentaire Il était une fois... Vol au-dessus d'un nid de coucou, de Gaudemar Antoine, Miloš Forman s'exprime sur le personnage de l'infirmière Ratched interprété par Louise Fletcher. Sur sa réticence au départ et son changement d'opinion : « Pour jouer l'infirmière en chef, nous étions tous convaincus qu'il fallait avoir quelqu'un qui personnifierait le mal. Nous avons proposé le rôle, successivement bien sûr, à quatre actrices environ qui pouvaient incarner cela. Toutes l'ont refusé. Un jour j'ai rencontré Louise Fletcher ». Louise Fletcher  s'exprime à son tour sur ce rôle : « Chaque fois que nous nous voyions pendant six mois, il me disait : Louise, ne pense plus à ce film ni à ce rôle. Tu ne l'aura pas. Laisse-moi ». Miloš Forman poursuit ensuite son récit : « Mais peu à peu je me suis rendu compte que ça aurait bien plus de force si le mal n'était pas aussi visible. Si elle n'était que l'instrument du mal, sans savoir qu'elle était le mal incarné. En fait elle croit aider les gens. On pense tout naturellement que cette personne est bonne. Et peu à peu on découvre que le mal est à l'oeuvre, ça renforce bien plus l'élément dramatique. Voilà pourquoi nous avons décidé de proposer ce rôle à Louise ».
Brad Dourif, Christopher Lloyd, Danny DeVito, Will Sampson ont eu leurs carrières lancées grâce au film. Will Sampson (« Chef »), un authentique Indien creek, était garde forestier dans un parc de l’Oregon près de l’endroit du tournage. Il a été choisi grâce à sa taille et à son gabarit imposants.
L’actrice Anjelica Huston, qui était alors la compagne de Jack Nicholson, apparaît dans une scène de foule, mais n’a pas été créditée au générique.
Des personnages du film jouent leur propre rôle : le directeur de l'hôpital psychiatrique (avec un détail intéressant : l'acteur Jack Nicholson improvisa totalement, en prenant même l'initiative, le visionnage d'une photographie du directeur sur le bureau de celui-ci, lequel improvisa à son tour son commentaire) ; les vrais patients de l'établissement, que l'on aperçoit fugitivement à l'arrière-plan ; et le loueur de bateaux qui, surpris et rendu furieux par l'arrivée soudaine et à l'improviste de l'équipe de tournage, joua donc avec un grand naturel la surprise devant l'arrivée soudaine et à l'improviste des patients de l'établissement psychiatrique[réf. souhaitée].

### Tournage
Le tournage a eu lieu de janvier à mars 1975, dans un hôpital psychiatrique de Salem en Oregon, l’Oregon State Hospital (en). L’équipe a dû composer avec quelques véritables malades mentaux. Ainsi, certains personnages secondaires dans le film sont d’authentiques patients de l’hôpital. À l’exception de la scène de pêche qui n’était pas dans le script original, et tournée en dernier à Depoe Bay, un petit port de l’Oregon, les différentes scènes du film ont été tournées dans l’ordre.

## Accueil

### Critique
Le film est classé 16ème meilleur film de tous les temps d’après le site de référence IMDb avec une note de 8,7/10. L’Institut du Film Américain l’a nommé 20e plus grand film américain de l’histoire en 1998 et 33e en 2007.
En France, le film a été favorablement accueilli, selon les critiques de la presse sur le site Allociné, avec aussi une bonne appréciation du public qu'il a toujours dans les années 2020, quand il est toujours dans les dix premiers du classement des 300 meilleurs films de tous les temps selon les avis des télespectateurs sur la base cette fois de 122812 avis collectés, derrière Forrest Gump, La Ligne verte, Douze Hommes en colère, Le Parrain, Les Évadés, Le Seigneur des anneaux : Le Retour du roi, et devant The Dark Knight : Le Chevalier noir.

### Box-office
Le film a rapporté plus de 108 981 000 $ de recettes aux États-Unis. En France, il a réalisé 4 774 879 entrées.

## Distinctions

### Récompenses

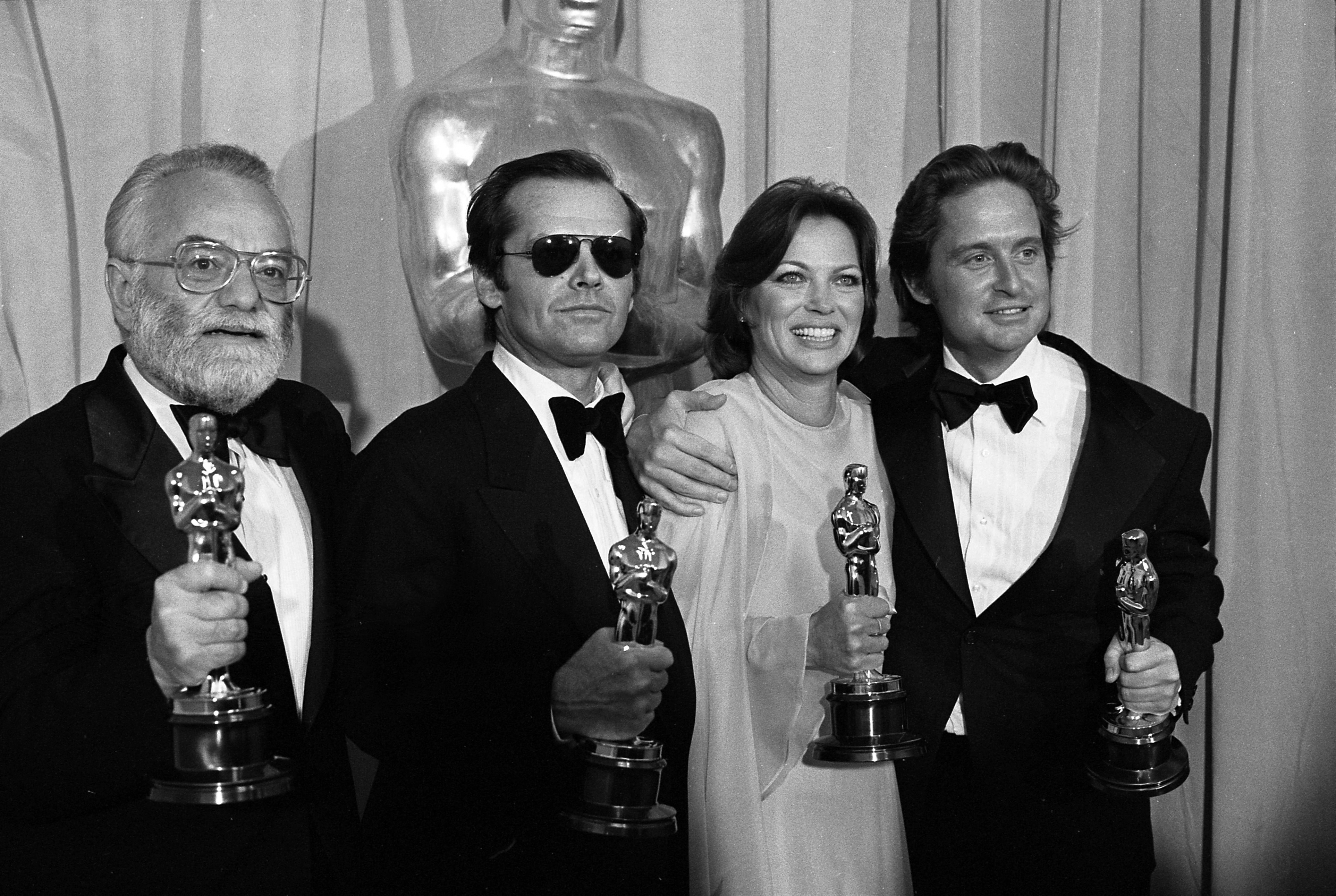
Remise des Oscars à Jack Nicholson et Louise Fletcher, entourés des producteurs du film Saul Zaentz et Michael Douglas.

- Los Angeles Film Critics Association Awards 1975 : LAFCA du meilleur film
- Oscars du cinéma 1976 : Vol au-dessus d’un nid de coucou est le second film, après New York-Miami de Frank Capra, à avoir reçu les cinq trophées les plus importants de la cérémonie. Il est suivi dans cette performance par Le Silence des agneaux de Jonathan Demme.
  - Meilleur film pour les deux producteurs du film, Michael Douglas et Saul Zaentz
  - Meilleur réalisateur pour Miloš Forman
  - Meilleur acteur pour Jack Nicholson
  - Meilleure actrice pour Louise Fletcher
  - Meilleur scénario adapté pour Bo Goldman et Lawrence Hauben
- Golden Globes 1976 : six trophées, battant ainsi le précédent record.
  - Golden Globe du meilleur film dramatique pour les deux producteurs du film, Michael Douglas et Saul Zaentz
  - Golden Globe du meilleur réalisateur pour Miloš Forman
  - Golden Globe du meilleur acteur dans un film dramatique pour Jack Nicholson
  - Golden Globe de la meilleure actrice dans un film dramatique pour Louise Fletcher
  - Golden Globe du meilleur scénario pour Bo Goldman et Lawrence Hauben
  - Golden Globe de la révélation masculine de l’année pour Brad Dourif
- BAFTA 1977 : BAFTA du meilleur film pour les deux producteurs du film, Michael Douglas et Saul Zaentz
- BAFTA 1977 : BAFTA du meilleur acteur pour Jack Nicholson
- BAFTA 1977 : BAFTA de la meilleure actrice pour Louise Fletcher
- BAFTA 1977 : BAFTA du meilleur acteur dans un second rôle pour Brad Dourif
- BAFTA 1977 : BAFTA du meilleur  montage pour Richard Chew, Lynzee Klingman et  Sheldon Kahn

### Nominations
- Oscars du cinéma 1976 :
  - Meilleur acteur dans un second rôle pour Brad Dourif
  - Meilleure photographie pour Haskell Wexler et Bill Butler
  - Meilleur montage pour Richard Chew, Lynzee Klingman et Sheldon Kahn (en)
  - Meilleure musique de film pour Jack Nitzsche
- César 1977 : César du meilleur film étranger

## Analyse
Miloš Forman est particulièrement concerné par le personnage de Randall Patrick McMurphy. En effet, on peut comparer clairement l’hôpital psychiatrique et ses résidents avec la Tchécoslovaquie, le pays d’origine du réalisateur qu’il a fui au moment de la fin du Printemps de Prague. McMurphy est alors symboliquement le résistant au communisme que Miloš Forman était avec ses amis.
Les deux séquences mythiques où McMurphy tente de desceller un bloc de marbre en disant « j'ai au moins essayé » et celle où il mime le commentaire d'un match de baseball inexistant devant les yeux outrés de l'infirmière sont, à ce titre, de parfaits exemples de cette résistance au pouvoir communiste dont Forman lui-même a fait preuve.
Mais le film va au-delà de la thématique de la répression de l’autoritarisme, communiste ou non. Miloš Forman interroge : « À quel moment un individu qui met en cause l’autorité cesse-t-il d’être un héros et devient-il un fou ? Et vice versa, ou les deux à la fois ? ».

## Dans la culture populaire

### Musique
- Les chansons Welcome home (Sanitarium) de Metallica, La thérapie du groupe Doctor Flake, ainsi Take Me Home de Phil Collins font référence au film.
- Le clip de la chanson Frei zu Sein du groupe de folk metal In Extremo, celui de Krazy du rappeur Lil Wayne et celui de Basket Case du groupe Green Day y font également référence.
- Dans la chanson C’est l’heure des médicaments de Psylo, la plupart des échantillons sont tirés de la version française du film.
- Une citation de Harding peut être entendue au début The Great Wonder du groupe Dagoba, cette même citation est utilisée dans la chanson Shadows That Move du groupe Mastodon.

### Télévision
- Six épisodes de la série animée Les Simpson font référence au film[14], dont quatre comportant des scènes et des personnages qui en sont fortement inspirés. Particulièrement l’épisode Mon pote Michael Jackson de la saison 3, et l’épisode Poisson d’avril de la saison 4. L’épisode 20 de la saison 10 s’inspire aussi de l’œuvre : Bart est forcé de travailler dans une maison de retraite et emmène les pensionnaires faire du bateau.
- Un épisode de Futurama (créé par Matt Groening, créateur des Simpson) fait également référence au film : Vol au-dessus d’un nid de robots (épisode 11 de la saison 3).
- Un épisode de la série Supernatural fait référence au film : Vol au-dessus d’un nid de démons.
- Dans un épisode de la série Homeland, Carrie Mathison y fait référence.
- Dans la 3e saison épisode 17 de la série A la Maison-Blanche, CJ Cregg fait référence au film.
- Dans Les Allumés, l’épisode Mettle (saison 2, épisode 7) parodie ce film à travers les aventures de Daisy.
- L’infirmière Ratched est un des personnages fictifs travaillant à l’hôpital de Storybrooke dans la série Once Upon a Time.
- Dans l’épisode 10 de la saison 4 de la série Philadelphia, Frank Reynolds joué par Danny DeVito qui interprète Martini dans le film, est hospitalisé dans un asile psychiatrique. Il s’en évade à la fin de l’épisode en demandant à un personnage qu’il appelle « Chef » d’arracher une fontaine à eau puis de la lancer au travers d’une fenêtre.
- Série sortie sur Netflix en septembre 2020, Ratched est consacrée entièrement à l’infirmière du même nom. Les faits se déroulent bien avant le film, on y découvre son passé ce qui nous amène à comprendre pourquoi elle devient l’infirmière sans cœur dans le film.

### Jeux vidéo
- Le jeu d’aventure Runaway: A Twist of Fate fait référence au film, par le biais d’un niveau où le héros est interné dans un hôpital psychiatrique comportant de grandes similitudes avec l’œuvre de Miloš Forman.
- Le jeu d’aventure aussi au même nom Vol au-dessus d’un nid de coucou[réf. nécessaire]
- Les créateurs du survival-horror Silent Hill: Downpour ont confié que le film leur avait servi d’inspiration, entre autres. En outre, le nom du héros, Murphy Pendleton, fait clairement référence au film (le protagoniste se nomme McMurphy, et la prison où il était incarcéré était baptisée Pendleton).